# エネルジカ・モーター
エネルジカ・モーター・カンパニー（Energica Motor Company S.p.A.）はイタリアの電動スクーター製造会社。2010年にモデナで創立した当時は、CRPグループというCNC製造機と3Dプリンター製造の国際的な先端企業のプロジェクトであり、選択的レーザー焼結法による積層造形が強みであった。2014年に持続可能な高性能バイクの製造を目的として正式に創業し、2024年末に清算した。

## 沿革
企業コンセプトは、世界およびヨーロッパの電動バイク選手権で準優勝した eCRP 1.4バイクに根ざしている。同eCRPチームは親会社のCRPグループと緊密に連携しコンサルティングを受け、わずか半年でレーシング用の高性能電動バイクを設計した。試作機初号の構築には3Dプリンターを採用、F1技術を援用した。
初号機eCRP 1.0は、2010年1月13日に「クリーナー・レーシング・カンファレンス」（開催地バーミンガム）で初めて披露され、モータースポーツ産業協会の後援を得てイギリスの科学技術開発大臣（当時）ポール・ドレイソン卿（Lord Paul Drayson）が発表した。
当時のレース用の電動バイクは従来の内燃エンジンを電動エンジンに積み替えただけであったところ、eCRPは対照的に100% 電気駆動に対応するよう特別に設計した。2010年、アレッサンドロ・ブランネッティの操るeCRP 1.2 は、TTサーキット・アッセンで公式戦に初めて参戦し、ブランズ・ハッチ（10月2日–3日）でTTXGPヨーロッパ戦の2010年チャンピオンの座を獲得している。同チームは世界決勝戦（アルバセテ）で2位入賞、表彰台に上がった。 
CRPが2011年に開発したeCRP 1.4 は、TTXGPのフォーミュラ75とオープン・フォーミュラGPの新設2クラスに出場した。同機はアルミフレームに溶接アルミ・スイングアームとレース用サスペンションシステムを搭載し、計器類にはGPSを統合したデータロガー、レーシング・ダッシュボードの更新、デュアルDCモーター、統合冷却システムも装備した。
2年間のレースを経て、eCRPチームは「Energica」というロードバージョンの開発に着手、2024年10月に同社は清算された。

## エネルジカ・エゴ - エネルジカ・エヴァ
CRPは2012年にEICMAで Energica の実用プロトタイプを発表し、2013年に初代の Ego モデルを発表した。
2モンテカルロのトップ・マルケスでは2014年4月にエネルジカ・エゴの高級限定版エゴ45（ナンバー付き）を発表、同年11月にエネルジカ・モーター・カンパニー Energica Motor Company を設立した。同時に2番目のモデル「Energica Eva」を発表、基本3機種（マット・パール・ホワイト、マット・ブラック、エゴ45カーボン）が並んだ。

新会社は2014年、マーケティングの公式ネットワークを発表し、アメリカ合衆国とヨーロッパで自社販売店第1号の開店を発表した。
当社は2019年から2022年まで、MotoEワールドカップ（伊: Coppa del Mondo di MotoE）のモーターサイクル・サプライヤーとして唯一、4部門で採用された。エネルジカ・エゴはミシュランタイヤを採用。 
以下の表に、上記期間の優勝ドライバーをまとめた。
| 年   | 優勝者               | レース名                                                                 | 記録（秒） |
| ---- | -------------------- | ------------------------------------------------------------------------ | ---------- |
| 2019 | マッテオ・フェラーリ | グレシーニ・レーシングMotoE                                              | 99         |
| 2020 | ジョルディ・トーレス | ポンズ・レーシング40                                                     | 114        |
| 2021 | ジョルディ・トーレス | ポンズ・レーシング40                                                     | 100        |
| 2022 | ドミニク・エガーター | ダイナフォルト・インタクトGP MotoE（ドイツ語: Dynavolt Intact GP MotoE） | 227        |

### 注
1. ↑  3機種の原語名は次の通り。  - bianco perla opaco
  - nero opaco
  - Energica Ego45 Carbone

## 関連資料
- 『2021 IEEE International Workshop on Metrology for Automotive (MetroAutomotive)』2021年。モトE世界選手権でこの会社が採用したバッテリー監視システムを例示。doi:10.1109/MetroAutomotive50197.2021.9502862